# Speckle

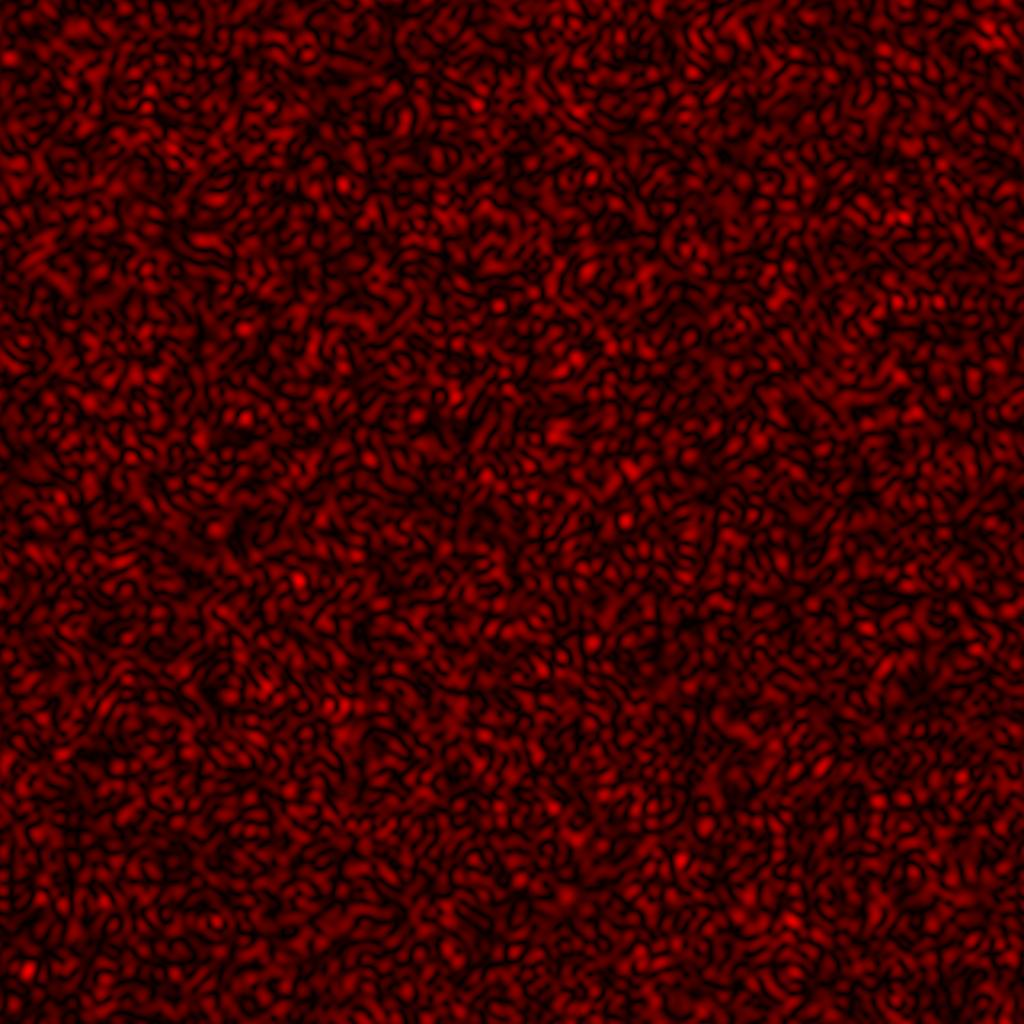
Esempio di come appare un'immagine di speckle.

In fisica si chiama speckle (letteralmente macchiolina) la figura punteggiata che si ottiene quando un'onda coerente viene fatta passare attraverso un mezzo disordinato. Il motivo di questa figura è che quando un'onda compie un evento di scattering elastico non perde le proprie proprietà di coerenza ma compie un salto di fase casuale. Sulla superficie di uscita si avrà quindi la sovrapposizione di molte onde tra loro coerenti (e quindi in grado di produrre effetti di interferenza) ma con fase casuale; si produrrà quindi per alcune direzioni un effetto di interferenza costruttiva e per altre un effetto di interferenza distruttiva creando così una figura fatta di puntini luminosi e di puntini scuri.

## La statistica dello speckle
Ipotizzando che ciascuna macchiolina che compone lo speckle sia dovuta alla somma di molte onde ciascuna di ampiezza a (distribuita con media e varianza finita) e fase {\displaystyle \phi } distribuita uniformemente fra {\displaystyle -\pi } e {\displaystyle \pi } si ha che, per il teorema del limite centrale, la parte reale e la parte immaginaria del segnale complessivo
{\displaystyle r={\frac {1}{\sqrt {N}}}\sum _{k}a_{k}\cos \phi _{k}}
{\displaystyle i={\frac {1}{\sqrt {N}}}\sum _{k}a_{k}\sin \phi _{k}}
sono distribuite come gaussiane:
{\displaystyle P_{r,i}={\frac {1}{2\pi \sigma }}e^{-{\frac {r^{2}+i^{2}}{2\sigma ^{2}}}}}.
Per ottenere la distribuzione di a e di {\displaystyle \phi } a questo punto è sufficiente effettuare il cambio di variabili
{\displaystyle a={\sqrt {r^{2}+i^{2}}}}
{\displaystyle \phi =\arctan {\frac {i}{r}}}
che dà un determinante della matrice jacobiana pari a
{\displaystyle \left\|J\right\|={\begin{Vmatrix}{\frac {\partial r}{\partial a}}&{\frac {\partial r}{\partial \phi }}\\{\frac {\partial i}{\partial a}}&{\frac {\partial i}{\partial \phi }}\end{Vmatrix}}={\begin{Vmatrix}\cos \phi &-a\sin \phi \\\sin \phi &a\cos \phi \end{Vmatrix}}=a}.
Si ha quindi
{\displaystyle P_{a,\phi }={\frac {a}{2\pi \sigma ^{2}}}e^{-{\frac {a^{2}}{2\sigma ^{2}}}}}
e
{\displaystyle P_{a}=\int _{-\pi }^{\pi }P_{a,\phi }d\phi ={\frac {a}{\sigma ^{2}}}e^{-{\frac {a^{2}}{2\sigma ^{2}}}}}
che è nota come distribuzione di Rayleigh